# Boda-Szász Kriszta
Boda-Szász Kriszta (Székelyudvarhely,  1977. június 8. – 2019. augusztus 15.) romániai magyar színésznő. Kétgyermekes édesanya volt.

## Életpályája
Kezdetben tanár akart lenni (magyar-, aztán énektanár). Sikertelen felvételi után Sükőben volt helyettes tanító, majd zenét tanított Sepsiszentgyörgyön, ahol amatőr színészként mesedarabokban játszott. Első színházi élményei is ehhez a városhoz kötötték, itt döntötte el, hogy színész lesz. A Marosvásárhelyi Színművészeti Egyetem színész szakán végzett 2003-ban. Ettől kezdve a székelyudvarhelyi Tomcsa Sándor Színházban játszott. Utolsó szereplése Lars von Trier  A főfőnök című darabjában volt 2018 májusában.

## Főbb szerepeiből
- Mrożek: Szerenád
- Jean Cocteau: Vásott kölykök
- Szophoklész: Élektra